# Episodi di The Rookie (prima stagione)
La prima stagione della serie televisiva The Rookie, composta da 20 episodi, è stata trasmessa negli Stati Uniti dal network ABC, dal 16 ottobre 2018 al 16 aprile 2019.
In lingua italiana la stagione è stata trasmessa in prima visione in Svizzera su RSI LA1 dal 5 febbraio al 28 maggio 2019, invertendo la messa in onda del 12º episodio col 13º.
In Italia la stagione è andata in onda su Rai 2 dal 30 marzo al 1º giugno 2019.
| nº | Titolo originale               | Titolo italiano        | Prima TV USA     | Prima TV Svizzera |
| -- | ------------------------------ | ---------------------- | ---------------- | ----------------- |
| 1  | Pilot                          | Ricominciare           | 16 ottobre 2018  | 5 febbraio 2019   |
| 2  | Crash Course                   | Corso accelerato       | 23 ottobre 2018  | 12 febbraio 2019  |
| 3  | The Good, the Bad and the Ugly | Il piano B             | 30 ottobre 2018  | 19 febbraio 2019  |
| 4  | The Switch                     | Lo scambio             | 13 novembre 2018 | 26 febbraio 2019  |
| 5  | The Roundup                    | Il raduno              | 20 novembre 2018 | 5 marzo 2019      |
| 6  | The Hawke                      | Il falco               | 27 novembre 2018 | 12 marzo 2019     |
| 7  | The Ride Along                 | Giro di pattuglia      | 4 dicembre 2018  | 19 marzo 2019     |
| 8  | Time of Death                  | L'ora della morte      | 11 dicembre 2018 | 26 marzo 2019     |
| 9  | Standoff                       | Senza via d'uscita     | 8 gennaio 2019   | 2 aprile 2019     |
| 10 | Flesh and Blood                | Padri e figli          | 15 gennaio 2019  | 9 aprile 2019     |
| 11 | Redwood                        | Operazione Redwood     | 22 gennaio 2019  | 16 aprile 2019    |
| 12 | Heartbreak                     | Cuore infranto         | 12 febbraio 2019 | 30 aprile 2019    |
| 13 | Caught Stealing                | Lo spirito della legge | 19 febbraio 2019 | 23 aprile 2019    |
| 14 | Plain Clothes Day              | Giornata in borghese   | 26 febbraio 2019 | 7 maggio 2019     |
| 15 | Manhunt                        | Caccia all'uomo        | 5 marzo 2019     | 14 maggio 2019    |
| 16 | Greenlight                     | Via libera             | 19 marzo 2019    | 14 maggio 2019    |
| 17 | The Shake Up                   | Modalità crisi         | 26 marzo 2019    | 21 maggio 2019    |
| 18 | Homefront                      | Fronte interno         | 2 aprile 2019    | 21 maggio 2019    |
| 19 | The Checklist                  | La lista               | 9 aprile 2019    | 28 maggio 2019    |
| 20 | Free Fall                      | Caduta libera          | 16 aprile 2019   | 28 maggio 2019    |

## Ricominciare
- Titolo originale: Pilot
- Diretto da: Liz Friedlander
- Scritto da: Alexi Hawley

### Trama
John Nolan, un divorziato di 45 anni con un’attività in proprio nel campo dell’edilizia a Foxburg, in Pennsylvania, si trova a sventare una rapina in banca. Nove mesi dopo si trasferisce a Los Angeles e diventa agente di polizia. Il suo incarico alla Divisione Mid-Wilshire del LAPD è accolto con scetticismo, in particolare dal suo comandante di guardia, il sergente Wade Grey. Nolan e i suoi colleghi reclute, Jackson West e Lucy Chen, vengono assegnati rispettivamente agli agenti istruttori Talia Bishop, Angela Lopez e Tim Bradford. Jackson è figlio di un ufficiale di alto rango degli Affari Interni del LAPD ed è desideroso di onorare la tradizione di famiglia. Lucy, diventata poliziotta contro il volere dei suoi genitori terapeuti, intreccia una relazione segreta con Nolan nonostante il rischio che ciò rappresenta per la sua carriera. Il sergente Grey dice a Nolan che farà tutto il possibile per dissuaderlo dal continuare, poiché teme che l'inesperienza e l'età di Nolan possano mettere in pericolo i suoi agenti. Quando Nolan risponde che secondo lui diventare poliziotto potrebbe essere la sua vocazione, Grey dice che allora nulla di ciò a cui potrebbe sottoporlo lo scoraggerà.

## Corso accelerato
- Titolo originale: Crash Course
- Diretto da: Adam Davidson
- Scritto da: Alexi Hawley

### Trama
Nolan continua ad affrontare difficoltà nel destreggiarsi tra i suoi istinti civili e il modo in cui influenzano le sue azioni di poliziotto. Jackson viene interrogato sul perché non abbia sparato con la sua arma in una chiamata precedente, ma Lopez lo copre e poi lo costringe a gestire l'arresto di un uomo sotto l'effetto di PCP, cosa che lui riesce a fare. Lucy si ritrova con un nuovo agente istruttore pigro mentre Tim si riprende da una ferita da arma da fuoco, e finisce per arrestare un uomo per furto in un negozio. Una vittima di un rapimento viene salvata; mentre arresta il sospettato, Talia impedisce a Nolan di picchiarlo in preda alla rabbia. Il capitano Zoe Andersen gli ricorda che non è suo compito punire i criminali. Lucy scopre che Tim le ha intenzionalmente assegnato un agente poco affidabile per mettere alla prova il suo impegno.

## Il piano B
- Titolo originale: The Good, the Bad and the Ugly
- Diretto da: Greg Beeman
- Scritto da: Liz Alper e Ally Seibert

### Trama
Nolan e Talia inseguono un gruppo di ladri. Per catturare uno dei colpevoli Nolan perde di vista la borsa col bottino e un artista di strada ne approfitta e scappa con essa. La stazione di polizia scopre che i ladri fanno parte di una banda che ha messo a segno una serie di rapine e inizia a cercare i membri rimanenti. Nel frattempo, Lucy aiuta Tim a riadattarsi al servizio, cercando allo stesso tempo di aiutare la moglie di lui Isabel, tossicodipendente, che rivela a Lucy di essere stata un tempo una poliziotta della narcotici. Intanto, l'arresto di un’ex atleta universitaria spinge Jackson e Lopez a parlare di carriere alternative al lavoro in polizia, poiché Lopez dubita ancora della capacità di Jackson di svolgere il suo compito.

## Lo scambio
- Titolo originale: The Switch
- Diretto da: Toa Fraser
- Scritto da: Vincent Angell

### Trama
Il sergente Grey mette alla prova le reclute assegnando loro nuovi agenti istruttori (TO) e affianca Nolan a Lopez, Jackson a Tim e Lucy a Talia. Incarica le reclute di acquisire informazioni sui loro nuovi TO. Lopez porta Nolan in tribunale e Nolan finisce per inseguire un prigioniero evaso, portando a un arresto potenzialmente fatale per la loro carriera. Tim scopre le difficoltà di Jackson quando questi si blocca durante una sparatoria e, infuriato, affronta Lopez. Tim in seguito porta Jackson a incontrare un agorafobico che dà alla recluta consigli su come affrontare le sue paure. Nel frattempo, Lucy difende la sua relazione con Nolan parlandone con Talia mentre sono di pattuglia; ciò spinge Nolan e Lucy a parlarne anche tra di loro decidendo per la rottura.

## Il raduno
- Titolo originale: The Roundup
- Diretto da: Nelson McCormick
- Scritto da: Elisabetta Davis Beall

### Trama
Nolan fatica ad affrontare la rottura con Lucy proprio mentre gli istruttori organizzano una gara annuale per vedere chi riesce a ottenere il maggior numero di arresti in un singolo turno. Tim gioca per vincere, arrivando persino a corrompere una centralinista per ottenere le chiamate migliori, cosa che preoccupa Lucy. Nel frattempo, Jackson si tuffa a capofitto nella gara per dimostrare il suo valore, mentre Nolan e Talia, che si rifiuta di giocare, si ritrovano a dover gestire un banchiere legato alla mafia.

## Il falco
- Titolo originale: The Hawke
- Diretto da: Timothy Busfield
- Scritto da: Fredrick Kotto

### Trama
Dopo aver appreso che il suo ex istruttore dell'accademia, Jeremy Hawke, sta attraversando un periodo difficile, Nolan si offre di aiutarlo. Jeremy declina cortesemente l'offerta, ma la mattina dopo Lopez e Jackson rispondono a una chiamata della moglie separata di Jeremy. Lei sostiene che Jeremy sia diventato instabile e pericoloso. Nolan e Talia si lasciano coinvolgere nell'inseguimento di Jeremy, che si intensifica rapidamente. Scoprono poi che Jeremy ha con sé suo figlio, che sta partecipando volontariamente alla fuga del padre. Nel frattempo, Jackson e Lopez affrontano la vittima di una sparatoria e suo padre, entrambi sospettati di non dire loro tutta la verità, e Tim cerca di insegnare a Lucy a prevedere il comportamento dei criminali.

## Giro di pattuglia
- Titolo originale: The Ride Along
- Diretto da: Cherie Nowlan
- Scritto da: Robert Bella

### Trama
A Nolan e Talia viene assegnato il regista hollywoodiano Rupert Payne, di cui Nolan è un fan, che li accompagnerà durante la giornata di servizio e farà ricerche per il suo nuovo film. Nonostante l'ordine di tenerlo lontano da qualsiasi situazione pericolosa, Rupert osserva Nolan e Talia ridurre l’intensità di una situazione che coinvolge un giovane mentalmente disturbato proveniente da un quartiere problematico; più tardi la situazione diventa molto pericolosa per Rupert quando cerca di aiutare la famiglia del ragazzo. Nel frattempo, Jackson informa Lopez di aver saputo che è presa in considerazione per un ruolo da detective; ciò spinge Lopez a tentare di convincere dei criminali minori a farla arrivare a un personaggio più importante, ma questo alla fine si ritorce contro di lei. Intanto la moglie di Tim, Isabel, viene arrestata durante un'operazione antidroga, costringendo Tim a scegliere, una volta per tutte, tra la sua devozione verso di lei e il suo dovere di poliziotto.

## L'ora della morte
- Titolo originale: Time of Death
- Diretto da: Mike Goi
- Scritto da: Brynn Malone

### Trama
Durante l'inseguimento di un rapinatore, Nolan gli spara mortalmente per legittima difesa. La moglie di Tim, Isabel, torna a fare l'informatrice. Mentre cerca di ottenere prove contro un importante narcotrafficante, la connessione con la sua trasmittente si interrompe e Talia e Tim trovano la telecamera e del sangue durante la perquisizione dell'appartamento del criminale: Isabel sembra essere stata rapita dai narcotrafficanti. Lucy dà un passaggio a Nolan dalla stazione di polizia a casa e i due vanno a letto insieme. Mentre Lucy è sotto la doccia, il fratello del rapinatore aggredisce Nolan, gli punta una pistola contro e spara fuori campo.

## Senza via d'uscita
- Titolo originale: Standoff
- Diretto da: John Terlesky
- Scritto da: Alexi Hawley

### Trama
Nolan riesce a respingere l'aggressore e a chiamare rinforzi; durante le indagini sull'aggressione gli viene assegnato un lavoro in ufficio. Lopez e Talia trovano Isabel: è stata colpita alla testa ma sopravviverà. Tim, Lucy, Jackson, Lopez, Talia e i detective Wolfe e Vestri danno la caccia a Vance, lo spacciatore che ha sparato a Isabel lasciandola in fin di vita, e finiscono in una violenta sparatoria con Vance e i suoi uomini. Gli altri agenti, tra cui Nolan, Percy West e la squadra SWAT, giungono in soccorso e arrestano tutti i delinquenti. Nel mezzo del trambusto, Lucy riesce ad aiutare la ragazza di Vance a partorire. Nolan mente al comandante Percy West affermando che al momento dell’aggressione era da solo in casa. West in seguito informa Nolan che è stato scagionato da tutte le accuse e che può tornare immediatamente in servizio attivo.

## Padri e figli
- Titolo originale: Flesh and Blood
- Diretto da: Jessica Yu
- Scritto da: Inda Craig-Galvan

### Trama
Henry Nolan va a trovare suo padre, il quale è sorpreso di scoprire che Jackson e Lucy lo conoscono già tramite i social media. All'appello mattutino, il capitano Andersen annuncia che andrà in pattuglia con Lucy, mentre Grey farà coppia con Nolan, e Tim e Talia faranno coppia tra loro. Anche la figlia di Grey, Dominique, si presenta inaspettatamente alla stazione di polizia per uno stage; Henry e Dominique legano grazie alla preoccupazione per il lavoro dei rispettivi padri. Grey e Nolan hanno un turno di servizio molto movimentato, mentre Lucy apprende diverse cose sul passato di Zoe Andersen. Tim e Talia si scontrano sulle procedure di intervento, dato che entrambi sono abituati a essere il capo della loro recluta. Lopez discute animatamente con un giovane avvocato ma alla fine accetta il suo invito a cena. Nolan e suo figlio parlano del lavoro in polizia, che preoccupa il ragazzo per i pericoli che comporta. Nolan accetta di mandare un messaggio a suo figlio alla fine di ogni giornata con una parola in codice per fargli sapere che sta bene.

## Operazione Redwood
- Titolo originale: Redwood
- Diretto da: Sylvain White
- Scritto da: Ally Seibert e Liz Alper

### Trama
Gli agenti sono costretti a tornare al lavoro nel loro giorno libero, poiché il Vicepresidente ha fatto una visita inaspettata a Los Angeles. Mentre sta sedando una rissa tra due senzatetto, Lucy si punge con un ago usato e deve sottoporsi a un test per verificare se è stata esposta a qualche malattia; Tim cerca di confortarla. Lopez e Jackson cercano di disperdere i manifestanti e obbligano a togliere gli striscioni osceni esposti alle finestre. Nolan e Talia si scontrano con alcuni sospettati di rapina; quando Lopez e Jackson sfidano gli ordini dell'agente Danvers e vanno ad aiutarli, Grey li difende, dicendo che era la cosa giusta da fare. Lucy riceve buone notizie dai risultati dei suoi test. Jackson racconta a Lucy dei suoi problemi familiari. Nolan vende la sua casa in Pennsylvania.

## Cuore infranto
- Titolo originale: Heartbreak
- Diretto da: Carol Banker
- Scritto da: Vincent Angell

### Trama
La sera prima di San Valentino le reclute cenano nello stesso ristorante di Grey e sua moglie Luna. Nolan interviene quando un uomo molesta una donna al bar, causando un trambusto che rovina la serata di Grey. Lopez sta frequentando Wesley Evers, il giovane avvocato conosciuto da poco. Il giorno di San Valentino, Tim si prende un giorno libero per incontrare Isabel, che è in riabilitazione, e tronca la loro relazione, dicendole che lei non riuscirà mai a superare la sua dipendenza se rimangono insieme. Dopo che Nolan le ha salvato la vita, una donna rimasta vedova da poco fa di tutto per rivederlo e fargli delle avance, persino presentandosi a casa sua. Lopez e Jackson interrogano una presunta vittima di aggressione che afferma di soffrire di demenza, ma l’uomo si rivela essere un pericoloso criminale. Jackson fa amicizia con un giovane infermiere. Lopez controlla lo smartphone del suo boyfriend Wesley, presumendo che la tradisca, ma la verità si rivela diversa da quella che aveva pensato. Nolan organizza con l’amico Ben una festa per il suo primo San Valentino da single dopo tanto tempo ed è sorpreso quando Talia vi partecipa.

## Lo spirito della legge
- Titolo originale: Caught Stealing
- Diretto da: Omar Madha
- Scritto da: David Ratcliff